# The Big Whites
| S.A.-Helderberg-Klasse „The Big Whites“ | S.A.-Helderberg-Klasse „The Big Whites“                                                                                                   |
| --------------------------------------- | --- |
|                                         | |
| Schiffsdaten                            | |
| Schiffstyp:                             | Containermotorschiff |
| Bauwerft:                               | Chantiers de France-Dunkirk, Dünkirchen; Chantiers de l’Atlantique, St Nazaire; Chantiers Navals de La Ciotat, La Ciotat, alle Frankreich |
| Technische Daten                        | |
| Vermessung:                             | etwa 53.000 BRT |
| Tragfähigkeit:                          | rund 50.000 t |
| Länge über alles:                       | 258,5 m |
| Länge zwischen den Loten:               | 247,4 m |
| Breite über alles:                      | 32,3 m |
| Max. Tiefgang:                          | 13,2 m |
| Maschine                                | |
| Antrieb:                                | 2 × Sulzer 8RND90 Zweitakt-Dieselmotor |
| Maschinenleistung:                      | 25.627 Kilowatt |
| Höchstgeschwindigkeit:                  | 22 kn |
| Ladung                                  | |
| Stellplätze:                            | anfangs 2450, später rund 3100 TEU |
| Kühlcontaineranschlüsse:                | 890 |
| Sonstiges                               | |
| Anzahl Besatzung:                       | bis zu 35 |
| Anzahl Passagiere:                      | 12 |

Die Schiffe der S.A.-Helderberg-Klasse, oder kurz Helderberg-Klasse, werden aufgrund ihres weißen Rumpfes im Allgemeinen The Big Whites genannt. Das Quartett von Panamax-Containerschiffen der belgisch/südafrikanischen Reederei Safmarine bestand aus den Schiffen S.A. Helderberg, S.A. Sederberg, S.A. Winterberg und S.A. Waterberg, die zwischen Ende 1977 und Anfang 1979 in Betrieb genommen wurden.
Die Baureihe dieses Schiffstyps entstand auf den drei französischen Werften Chantiers de France in Dünkirchen, Chantiers de l’Atlantique in Saint-Nazaire und Chantiers Navals de La Ciotat in La Ciotat.

## Geschichte

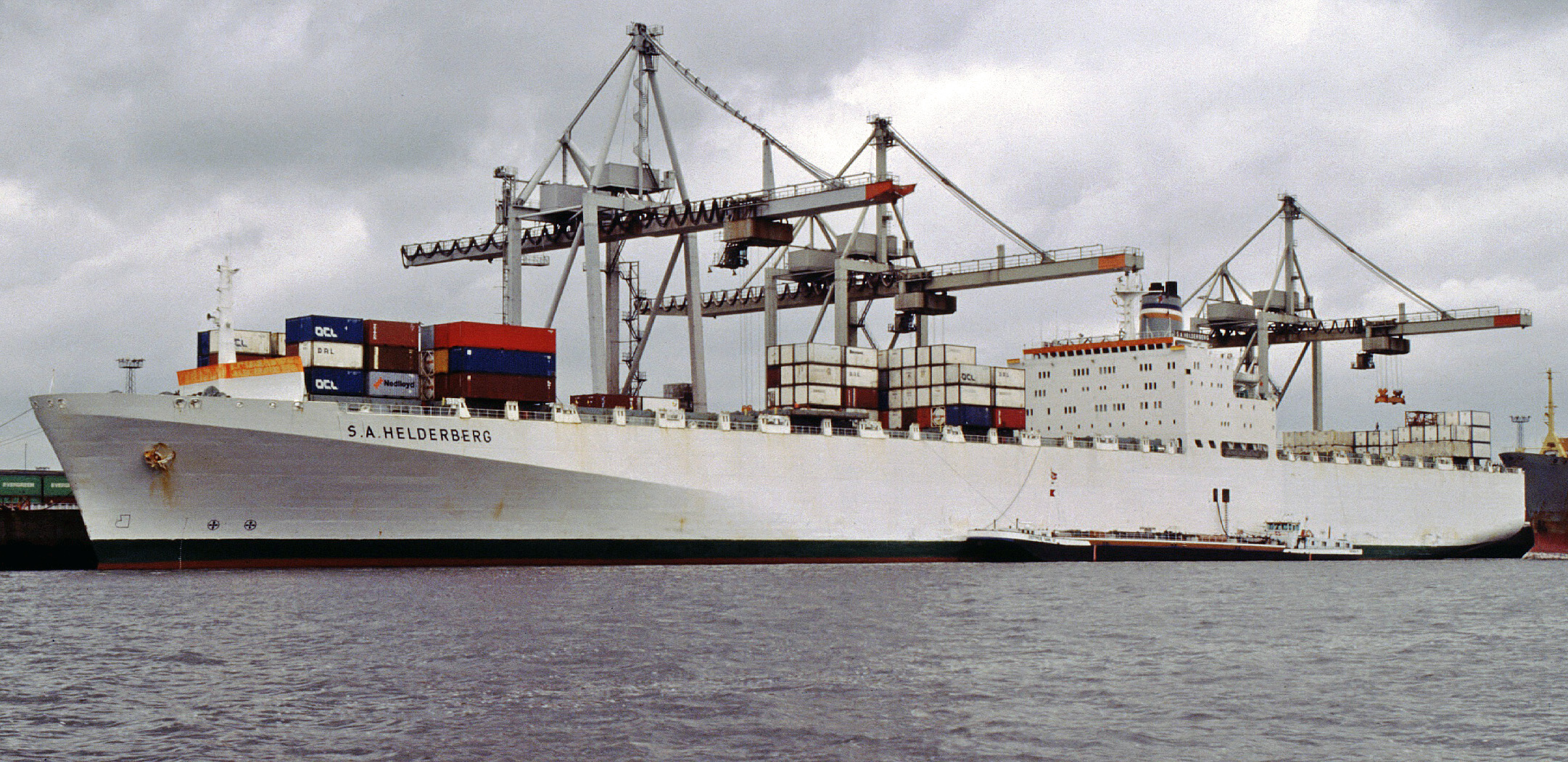
S.A. Helderberg 1989 in Hamburg

Ab Ende der 1970er Jahre begannen die ersten Containerliniendienste zwischen Europa und Südafrika. Die damals noch südafrikanische Reederei Safmarine stellte dafür ab Ende 1977 die vier Schwesterschiffe der S.A.-Helderberg-Klasse auf der traditionsreichen SAECS-Linie (South African Europe Service) in Dienst. Bei ihrem Bau gehörten die zunächst für 2450 TEU ausgelegten Schiffe zu den größten Containerschiffen der Welt. Zusammen mit anderen nahezu baugleichen Containerschiffen der 3. Generation, wie der City of Durban der britischen Ellerman Lines, Nedlloyds Nedlloyd Hoorn, der Ortelius der belgischen Reederei Compagnie Maritime Belge (CMB), der Table Bay der Overseas Containers Limited sowie der Transvaal der Deutschen Afrika Linien (DAL) wurden die erst kurze Zeit zuvor neu fertiggestellten Containerterminals in Durban, Port Elizabeth und Kapstadt angefahren. Nachdem die Schiffe den größten Teil ihrer Karriere auf dem Europa-Südafrika-Dienst (SAECS Service) verbrachten, befuhren sie in den letzten Jahren ihrer Dienstzeit die Südafrika-Fernost-Route (SAFARI Service).
1990 ließ Safmarine die Eigner- und einige Offizierskammern zu gut ausgestatteten Passagierkabinen für zwölf Personen umbauen, was sehr gut angenommen wurde.

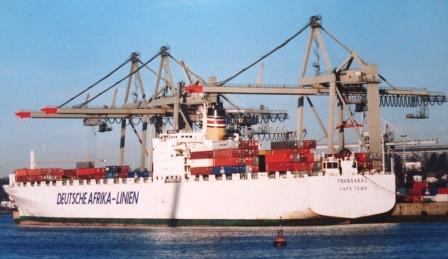
Die S.A. Winterberg als Transvaal 1995 in Charter der Deutschen Afrika-Linien

Safmarine verkaufte alle vier Schiffe im Jahr 2000, charterte sie jedoch für weitere drei Jahre zurück. Im August 2003 erwarb die in Athen ansässige Danaos Shipping Company die Schiffe und verkaufte sie 2008 schließlich alle angesichts anstehender Klassearbeiten und der damit zusammenhängenden Dockungen jeweils nach Ablauf der Charterverträge mit gutem Gewinn zum Abbruch.
Gründe für die Verschrottung der Schiffe waren die hohen Betriebskosten, hervorgerufen durch die Maschinenanlage mit ihrem verhältnismäßig hohen Verbrauch, die große Besatzung durch die aufwändige ConAir-Anlage und die manuelle Kühlcontainer-Überwachung sowie die, trotz der Erhöhung auf 3101 TEU, geringe Zahl an Containerstellplätzen an Bord.
Ersetzt wurden die vier Schwesterschiffe durch insgesamt sieben Neubauten, von denen zwei, auf der koreanischen Hanjin-Werft entstandene, 6160 TEU Post-Panamax-Schiffe von der Safmarine als „Mega Whites“ bezeichnet werden.

## Technik
Die „Big Whites“ gehörten bei ihrem Bau zu den weltweit größten Containerschiffen. Die Containerkapazität von anfangs 2450 TEU wurde später auf etwa 3100 TEU erhöht. Außerdem verfügten die Schiffe über eine außerordentlich große Anzahl von Kühlcontaineranschlüssen und waren auch sonst mit einer Reihe fortschrittlicher Extras versehen. So bestand der Schiffsantrieb aus zwei Dieselmotoren und die Aufbauten waren klimatisiert. Besonders erwähnenswert war die Ausrüstung mit Flossenstabilisatoren.

## Die Schiffe
- Das Typschiff der Safmarine-Serie war die S.A. Helderberg.[1] Das mit einem Rauminhalt von 53.023 BRT vermessene Schiff besaß eine Tragfähigkeit von 49.662 Tons Deadweight. Erbaut wurde es als Baunummer 298 auf der Werft Chantiers de France in Dünkirchen. Die Kiellegung fand am 10. September 1976 statt, der Stapellauf am 5. Mai 1977. Nach ihrer Fertigstellung am 20. Dezember 1977 begann die S.A. Helderberg unter Commodore Robin Thomson den Liniendienst zwischen Nordeuropa und Südafrika, auf dem sie bis zum Jahr 2000 eingesetzt blieb. Von 2000 bis 2001 wurde das Schiff kurzfristig als MSC Texas an die Schweizer Reederei Mediterranean Shipping Company verchartert. In den Jahren 2001 bis 2007 war das Schiff wieder unter seinem alten Namen in Fahrt, 2007 änderte man den Namen wieder auf Helderberg. Im selben Jahr hatte die Helderberg in der Malaccastraße nahe Singapur eine Kollision mit einem Tanker, bei der sie etwa 50 Tonnen Treibstoff verlor. Im folgenden Jahr erhielt sie für ihre letzte Reise zur Abbruchwerft in Chittagong den Namen Asia Express. Der Abbruch begann dort am 27. Oktober 2008.[2][3][4]
- Zweites Schiff der Baureihe war die am 15. Juni 1978 mit der Baunummer 299 abgelieferte S.A. Sederberg[5]. Der Kiel des ebenfalls mit 53.023 BRT vermessenen Schiffes wurde am 18. Mai 1977, knapp zwei Wochen nach dem Stapellauf der S.A. Helderberg, gelegt. Der Stapellauf des zweiten Baus der Werft Chantiers de France erfolgte am 10. Januar 1978. Die S.A. Sederberg hatte eine Tragfähigkeit von 48.878 Tons Deadweight. Am 12. Mai 2000 wurde das Schiff in Sederberg umbenannt, den das Schiff bis zum Abbruch, der am 13. Dezember 2008 in Alang begann, behielt.[6]
- Die S.A. Winterberg[7] entstand als Baunummer K26 der Werft Chantiers de l’Atlantique und hatte einen Rauminhalt von 53.050 BRT und eine Tragfähigkeit von 50.819 Tons Deadweight. Ihre Kiellegung fand am 21. September 1977 statt, der Stapellauf am 19. Mai 1978 und die Übergabe am 23. November 1978. Nach vierzehn Jahren als S.A. Winterberg folgten von 1992 bis 1995 drei Jahre als Transvaal in Charter der Deutschen Afrika Linien (diese hatten ihre eigene Transvaal 1987 veräußert) und weitere dreizehn Jahre als S.A. Winterberg. Anfang 2008 taufte man sie für knapp zwei Wochen auf den Namen Winterberg, bevor sie für ihre letzte Reise zum Abbruch in Chittagong den Namen Wilmington erhielt. Sie erreichte die Chittagong am 24. Februar 2008.[8][9]
- Den Abschluss bildete die S.A. Waterberg[10], die am 11. Juli 1977 bei der Werft Chantiers Navals de La Ciotat mit der Baunummer 320 auf Kiel gelegt wurde. Das mit 53.050 BRT vermessene Schiff besaß eine Tragfähigkeit von 50027 Tons Deadweight. Nach seinem Stapellauf am 31. Januar 1978 konnte es erst über ein Jahr später, am 20. Februar 1979, abgeliefert werden. Ab 2001 fuhr das Schiff als Maersk Constantia. Im Sommer 2008 wurde die Maersk Constantia für 15,8 Millionen US$ zum Abbruch verkauft. Seine letzte Reise nach Chittagong trat es als Falcon an, wo die Verschrottung am 27. Mai 2008 begann.[11][12]